# Хаято Сакураї
Хаято Сакурай (桜 井 速 人) - японський боєць змішаного стилю, представник напівсередньої вагової категорії. Виступав на професійному рівні в періоді 1996-2016 років, відомий участю в турнірах бійцівських організацій UFC, Pride FC, Shooto, Dream, Rizin FF та ін. Володів титулом чемпіона Shooto, був претендентом на титули чемпіона UFC і Pride.

## Біографія
Хаято Сакураї народився 24 серпня 1975 року в префектурі Ібаракі, Японія.
Під час навчання в середній школі серйозно займався дзюдо, виграв в цій дисципліні кілька чемпіонатів і потім переключився на карате. У старшій школі продовжував практикувати єдиноборства, потоваришував з відомими в майбутніми бійцями Мітіхіро Омігава і Кадзуюкі Міятою. Згодом зацікавився набиравшими популярність змаганнями з шутбоксингу, в цей час проходив підготовку в залі його засновника Такеші Цезаря.

### Shooto
Дебютував в змішаних єдиноборствах на професійному рівні в жовтні 1996 року, за допомогою ривка ліктя примусив свого суперника Каола Уно здатися в першому ж раунді. Саме в Shooto він довгий час залишався непереможеним, завоював і захистив титул чемпіона в середній ваговій категорії.
За перші 20 боїв Сакураї здобув 18 перемог і 2 поразки.
Першої в кар'єрі поразки зазнав у серпні 2001 року, коли під час другого захисту титулу Shooto одноголосним рішенням суддів поступився бразильцю Андерсону Сільві

### Ultimate Fighting Championship
У березні 2002 року відзначився виступом в найбільшій світовій організації Ultimate Fighting Championship, де зустрівся з чинним чемпіоном Меттом Хьюзом. Проте цей бій Сакураї програв технічним нокаутом в четвертому раунді.

### Pride Fighting Championships
Починаючи з 2003 року Хаято Сакураї зі змінним успіхом виступав в найбільшій японській організації Pride Fighting Championships.
У 2005 році брав участь у гран-прі Pride легкої ваги. На стадіях чвертьфіналів і півфіналів сприятливо пройшов таких відомих бійців як Дженс Пулвер і Йоаким Хансен, однак у вирішальному фінальному поєдинку за чемпіонський пояс був нокаутований співвітчизником Таканорі Гомі.
Продовжував регулярно виступати в Pride аж до закриття організації в 2007 році, взяв участь в прощальному новорічному турнірі Yarennoka!.

### Dream
З 2008 року був бійцем іншої великої організації Японії Dream, де в цілому провів дев'ять поєдинків 
У 2009 році в рамках стартового етапу гран-прі Dream в напівсередній вазі відправив у нокаут співвітчизника Шинью Аокі, проте в півфіналі сам неочікувано опинився в нокауті, пропустивши удар ногою в голову від литовця Марюса Жаромскіса що стало сенсацією у світі єдиноборств.

### Rizin fighting federation
Після трирічної перерви в 2016 році Сакураї провів бій на новорічному турнірі Rizin fighting federation, виграв технічним нокаутом у другому раунді у рестлера Ватару Сакату.